# Família Bowes-Lyon
A Família Bowes-Lyon é uma família nobre de origem escocesa, formada pelos descendentes de George Bowes de Gibside e Streatlam Castle (1701–1760), um dono de terras e político do condado de Durham, através da descendência  de John Bowes, 9º Conde de Strathmore e Kinghorne, chefe do Clã escocês Lyon. Após o casamento em 1767 do 9º Conde ( John Lyon ) com Mary Eleanor Bowes, o nome da família foi mudado para Bowes por um Ato do Parlamento Inglês . O 10º Conde mudou o nome para Lyon-Bowes e o 13º Conde, Claude, mudou a ordem para Bowes-Lyon. 
Membros notáveis da família incluem:
- Mary Bowes, Condessa de Strathmore e Kinghorne (1749-1800), conhecida como "A Condessa Infeliz", foi uma herdeira britânica do século 18, famosa por seu estilo de vida licencioso, que foi casada uma vez com o 9º Conde de Strathmore e Kinghorne .
- Claude Bowes-Lyon, 14º Conde de Strathmore e Kinghorne, (1855–1944) foi um proprietário de terras e pai da Rainha Elizabeth, a Rainha Mãe.
- Patrick Bowes-Lyon (1863–1946), irmão mais novo do 14º Conde, vencedor das duplas de Wimbledon em 1887.
- Fergus Bowes-Lyon (1889–1915) famoso jogador de golfe morto na Primeira Guerra Mundial, irmão da Rainha Elizabeth, a Rainha Mãe.
- Rainha Elizabeth A Rainha Mãe (nascida Elizabeth Bowes-Lyon; 1900–2002), Rainha do Reino Unido como esposa de Jorge VI, e mãe de Elizabeth II .
- Princesa Ana da Dinamarca, nascida Anne Ferelith Fenella Bowes-Lyon (1917–80), era mãe do fotógrafo real Patrick Anson, 5.º Conde de Lichfield, e prima-irmã de Isabel II .
- Nerissa e Katherine Bowes-Lyon eram a terceira e quinta filhas de John Herbert Bowes-Lyon, irmão da rainha-mãe, e de sua esposa, Fenella Bowes-Lyon. Em 1941, quando Katherine tinha 15 anos e Nerissa 22, elas foram enviadas da casa da família na Escócia para o Royal Earlswood Hospital em Redhill, Surrey, onde viveriam o resto de seus dias. [2]
- Michael Bowes-Lyon, 18º Conde de Strathmore e Kinghorne (1957–2016).

## Edifícios Relacionados
- O Castelo de Glamis, situado ao lado da vila de Glamis em Angus, na Escócia, é a casa do Conde e da Condessa de Strathmore e Kinghorne e está aberto ao público.
- St Paul's Walden Bury é uma casa senhorial e jardins circundantes da família Bowes-Lyon localizada na vila de St Paul's Walden em Hertfordshire, mais conhecida por sua ligação com a falecida Isabel Bowes-Lyon .
- Castelo de Streatlam, uma casa senhorial barroca de propriedade da família Bowes-Lyon, localizada perto da cidade de Barnard Castle, no condado de Durham, Inglaterra . A manutenção revelou-se demasiado dispendiosa e por isso foi explodida com dinamite em 1959.
- Gibside, uma propriedade rural situada entre os picos e encostas do Derwent Valley, perto de Rowlands Gill, Tyne and Wear, Nordeste da Inglaterra, que anteriormente era propriedade dos Bowes-Lyon e agora e uma propriedade do National Trust.

## Informações Adicionais
- Conde de Strathmore e Kinghorne, criado no Pariato da Escócia em 1606 por Patrick Lyon.
- Thomas Lyon-Bowes, Mestre de Glamis, supostamente um membro sobrevivente deformado da família Bowes-Lyon, nascido em 1821 e mantido em reclusão no Castelo de Glamis.